# Педерсен, Педер
Педер Педерсен (дат. Peder Pedersen; 3 ноября 1945, Нёрре Нэра, Норфюнс, Дания — 9 января 2015) — датский велогонщик, чемпион летних Олимпийских игр в Мехико (1968) в командной гонке.

## Карьера
Являлся двукратным (1974) чемпионом мира и дважды (в 1970 г. — среди любителей и в 1975 г. — среди профессионалов серебряным призёром мировых первенств) в спринте и в 1971 г. — в гите на 1000 м на время. Чемпион Европы в спринте (1975).
Трижды принимал участие в летних Олимпийских играх (1964, 1968 и 1972). На летней Олимпиаде в Мехико (1968) выиграл золотую медаль в трековой командной гонке преследования.
Являлся в общей сложности девятикратным чемпионом Дании в спринте (как среди любителей, так и среди профессионалов) и один раз побеждал в гонке на 1000 метров на время. В июне 1974 г. на соревнованиях в Риме установил мировой рекорд в заезде на 1000 м на время (1:07,49 мин.).
Ещё во время своей карьеры действующего спортсмена он поступил на службу в полицию и прошёл путь до начальника дорожной полиции Фюнена.
В 1977—1992 гг. также был тренером Союза велосипедистов Дании (DCU), а с 1977 по 1990 гг. — членом совета DCU, и, наконец, в 1990—2006 гг. — его президентом. С 1993 по 1997 гг. являлся членом любительского совета Международного союза велосипедистов, а с 2005 г. входил в Комитет по управлению.